# Kinder in Wien
Kinder in Wien (KIWI), ursprünglich „Wiener Kinderrettungswerk“, Wiener Landesverband des Dachverbandes Österreichisches Kinderrettungswerk, ist ein österreichischer Verein und einer der größten privaten Wiener Anbieter von alterserweiterten Gruppen, Kindergarten- und Hortgruppen für Kinder von ein bis zehn Jahren.

## Geschichte
Im Jahre 1948 (offiziell wurde der Verein am 28. Jänner 1949 registriert) wurde das „Wiener Kinderrettungswerks“ (KRW) von Oberschulrat Alexander Lichal gegründet. Ziel war es die Not der Kinder der Nachkriegszeit durch Aufnahme in Kindergärten und Horte oder Erholungsfürsorge in den Bundesländern zu lindern. Die ursprünglichen Ziele waren „Ein warmes Dach über dem Kopf und regelmäßiges Essen“. Bereits im ersten Geschäftsjahr gab es 23 Kindergärten und 11 Hortgruppen, in denen 1.100 Kinder betreut wurden.
Die 1960er Jahre brachten organisatorische und pädagogische Veränderungen mit sich, es erfolgte die Errichtung einer Fachbibliothek, Weiterbildung von Mitarbeitern, verbesserter Ausstattung und ersten Ansätze von Öffentlichkeitsarbeit. 1969 fand die erste eigene Fachtagung „Lohn und Strafe in Erziehung“ statt.
Der „Pillenknick“ der 1970er Jahre führte zu einem starken Rückgang der Kinderzahlen in den KRW Einrichtungen. Das Resultat – mehr Wert auf die pädagogische Qualität und die Fortbildung.
Eva Petrik wurde 1985 zur neuen Obfrau des Wiener Kinderrettungswerks gewählt und mit Monika Franta  erstmals eine Geschäftsführerin eingesetzt. Das „Wiener Kinderrettungswerk“ wurde umbenannt auf „Kinder in Wien“, kurz KIWI. Ein Logo, ein grün-gelbes Windrad, unterstützte den neuen Auftritt. Eine pädagogische Fachberaterin wurde eingestellt, die erste KIWI-Publikation veröffentlicht, eine Enquete unter dem Titel „Kinder: aufgehoben – abgeschoben“ organisiert und mit dem Projekt „Gstätten retten“ wurden brachliegende Grundstücke in naturnahe Spielplätze verwandelt.
1992 wurde das erste Leitbild entwickelt. Das KIWI-Windrad wurde von einem neuen Logo abgelöst. Einem bunten Puzzle aus verschiedenen, farbigen Bausteinen.
1994 übernahm Ingrid Fröhlich die wirtschaftliche Geschäftsführung von KIWI. Seit 1997 teilt sie die Verantwortung mit Monika Riha als pädagogische Geschäftsführerin.
1997 implementierte KIWI ein Pilotprojekt – „Alterserweiterte Gruppen“, indem die gemeinsame Betreuung von Kindern im Alter zwischen einem und sechs Jahren eingeführt wurden.
Seit 1998 wuchs die Zahl der KIWI-Standorte von 12 auf 71, die Zahl der Mitarbeiter von 108 auf knapp über 1.000 und die Zahl der betreuten Kinder von 700 auf rund 5.400.
2006 und 2007 präsentierte KIWI zwei Fachstudien zum Thema „Volkswirtschaftliche Effekte der Wiener Kinderbetreuungseinrichtungen“.
2014 begann in Kooperation mit der Hochschule Koblenz in Wien der erste akademischen Studiengang für Elementarpädagogik in Österreich.

## Struktur
Der Verein KINDER IN WIEN/Österreichisches Kinderrettungswerk/Landesverband Wien ist ein vermögensrechtlich selbstständiger, gemeinnütziger, politisch unabhängiger Verein. Aufsichtsbehörde ist die MA 11. Die ZVR-Nummer ist 699386533. KIWI gehört zum Dachverband Österreichisches Kinderrettungswerk.
Der Vorstand besteht seit 22. Mai 2013 aus:
- der Vorsitzenden Christine Marek,
- der ersten Vorsitzende-Stellvertreterin Elisabeth Klier, sowie
- dem zweiten Vorsitzenden-Stellvertreter Walter Strobl.[9]

## Finanzierung
Der Verein ist gemeinnützig und nicht auf Gewinn ausgerichtet. Die Finanzierung erfolgt durch Beitragsleistungen der Eltern sowie Zuschüsse der Magistratsabteilung 10 der Stadtgemeinde Wien.

## Forschungsprojekte
- BMWF2111003308: Projekt 60-jähriges Jubiläum von Kinder in Wien, Fördernehmer Gertrude Brinek, von 22. April 2008 bis 4. Dezember 2008, Förderbetrag Euro 3,500.[11]